# Pao leiurus
El Pao leiurus es una especie de pez actinopeterigio de agua dulce, de la familia de los tetraodóntidos.
Posiblemente venenoso y no es un pez comercial, aunque a veces se importa en el comercio de acuarios pero se sabe que es muy agresivo y rápido.

## Morfología
Con el cuerpo típico de los peces globo de agua dulce de su familia, la longitud máxima descrita fue de un macho de 16 cm. Barbilla sin marcas o más raramente con marcas débiles, el color en la parte superior del cuerpo es marrón oscuro, gris pardusco o gris, mal separada de la parte inferior del cuerpo que tiende a estar gris o gris amarillento, a menudo con motas o manchas oscuras, flanco con uno o más puntos ocelados que pueden estar centrados en rojo, verde o azul.

## Distribución y hábitat
Se distribuye por ríos y lagos del sureste de Asia, desde Tailandia hasta Indonesia, también encontrado en la cuenca hidrográfica del río Mekong. Son peces de agua dulce salobre tropical, de comportamiento demersal, que requieren una temperatura entre 24º y 28º. Habita arroyos y ríos tanto en tierras altas como cerca de la desembocadura, en hábitats de agua corriente y permanente, aunque también en pantanos y embalses, donde puede ser extremadamente abundante, y en ríos medianos a grandes. Se alimenta de moluscos, crustáceos y otros invertebrados, así como de materia vegetal y detritus.